# Френсіс Брюгьє
Френсіс Брюге (англ. Francis Joseph Bruguière; 15 жовтня 1879, Сан-Франциско, США — 8 травня 1945, Лондон, Англія) — американський художник, режисер-імпровізатор і фотограф-експресіоніст.

## Родина
Френсіс Брюге народився в Сан-Франциско, штат Каліфорнія, в багатій родині банкіра Еміля Антуана Брюге (1849—1900) і Жозефіни Фредеріка (Сатер) Брюгіер (1843—1915). Він був молодшим з чотирьох синів і отримав домашню освіту. Його братами були художник і лікар Педер Сатер Брюгіер (1874—1967), Еміль Антуан Брюгюре-молодший (1877—1935) і Луї сазер Брюгіер (1882—1954), який одружився з багатою спадкоємицею Маргарет Пост Ван Ален. Він також був онуком банкіра Педера сазер. Його мати померла в 1915 році потонувши разом з британським океанічних лайнером SS Arabic, який був пробитий німецьким підводним човном.

## Творчість
У 1905 році, вивчивши живопис в Європі, Брюге познайомився з фотографом і промоутером сучасного мистецтва Альфредом Штігліцем (який прийняв його до себе в якості наукового співробітника та секретаря). Брюге створив студію в Сан-Франциско, де займався образотворчому мистецтвом і фотографією. Отримали популярність його міські пейзажі цього періоду, створені після землетрусу і пожежі (деякі з них були відтворені в книзі під назвою San Francisco (1918). Він співавтором фотовиставки Панамо-Тихоокеанської експозиції 1915 року в Сан-Франциско, дев'ять з його фотографій були включені в книгу Джорджа Стерлінга «Місто мертвих» (George Sterling. The Evanescent City, 1916).
У 1918 році, після занепаду сімейного стану, Брюге переїхав в Нью-Йорк, де заробляв на життя фотографією для Vanity Fair, Vogue і Harper's Bazaar. Незабаром він був призначений офіційним фотографом Нью-Йоркській гільдії театру. У цій ролі він сфотографував актрису британської сцени Розалінду Фуллер, яка дебютувала у виставі What's in a Name? (1920) — в подальшому вона співпрацювала з фотографом все життя.

## Кіно
Почавши свою кар'єру, як художник, Брюге, як фотограф, експериментував з подвійною експозицією, соляризацією, оригінальними процесами обробки плівки, ФОТОГРАМИ, реакцією різноманітних плівок на різну витримку і ін., Але довгий час про ці експерименти знали тільки друзі. В середині 1920-х років він планував зняти фільм під назвою «Шлях» (The Way, 1929), який зображає різні етапи життя людини. Для цього серйозного проекту Брюге звернувся до модного берлінському акторові-імпровізатору Себастьяну Дросте і актрисі Розалінда Фуллер, з якої до цього вже працював. Щоб отримати фінансування, Брюге зробив фотографії запланованих їм сцен, але так і не переступив до самих зйомок через раптову смерть актора. Тому у нас залишилися тільки нерухомі зображення, які говорять про те, що фільм продовжував експресіоністську традицію, притаманну всієї творчості Себастьяна Дросте.
У 1927 році він переїхали в Лондон, де Брюге створив з Освеллом Блакстоном перший британський абстрактний фільм «Світлі ритми». Довгий час вважалося, що картина втрачена, але тепер вона відновлена і доступна для перегляду. Під час Другої світової війни Брюге повернувся до живопису.

## Інші джерела
- Enyeart, James (1977) Bruguière: His Photographs and His Life (New York: Alfred A. Knopf)